# La fuerza es el derecho de las bestias
La fuerza es el derecho de las bestias es un libro escrito por el expresidente argentino Juan Domingo Perón durante su exilio, dedicado a analizar tanto su propio gobierno como el de la revolución que lo había derrocado. El título está tomado de una frase del filósofo romano Marco Tulio Cicerón.
Lo había comenzado a escribir en Asunción del Paraguay, primer destino de su exilio, y al parecer lo terminó en Panamá adonde llegó a fines de 1955. Su primera edición, sumamente desprolija, fue en Santiago de Chile, a mediados de 1956. El libro no pudo ser publicado en la Argentina, ya que todo lo relacionado con Perón estaba prohibido, incluso mencionar su nombre. Pero sirvió como base para la reedición informal en la Argentina —como copias mimeografiadas— y hechas circular clandestinamente en la Argentina por los militantes de la llamada resistencia peronista y por los sindicatos peronistas. La primera edición formal del libro fue en Montevideo, por Ediciones Cicerón, en el año 1958.
Tras unas palabras previas y una introducción, Perón justifica no haber continuado la lucha contra los militares que lo derrocaron, debido a que hacerlo habría desatado

...una lucha que habría ensangrentado y destruido al país. Amo demasiado al Pueblo y hemos construido mucho en la Patria para no pensar en ambas cosas. Sólo los parásitos son capaces de matar y destruir lo que no son capaces de crear.

En el capítulo II hace un rápido repaso de su gobierno, comenzando por enumeras las veinte verdades peronistas y definiendo el concepto de tercera posición. Relata su visión de la acción social y económica de su gobierno, contextualizándolo con los precedentes de la Década Infame, con la que compara de forma continua a su gobierno. También rescata la acción política de su gobierno, rechazando las acusaciones de totalitarismo y recordando que el antecedente inmediato del peronismo fue el fraude electoral sistemático de la Década Infame. También rescata su acción en favor de la educación, de la libertad de cultos, de la organización del pueblo y en la ayuda social a través de la Fundación Eva Perón.
Su libro no es un análisis sistemático de su gobierno, sino que analiza temas generales y casos puntuales. Justifica, por ejemplo, la nacionalización del diario La Prensa como un simple caso de evasión impositiva. Y ataca la posición oficial del Uruguay contra su gobierno, acusando a ese país de haber apoyado su derrocamiento, por

...el cierre de la frontera, ocasionada porque estos señores vivían del contrabando y de paso, nos inundaban de panfletos.

Por último, el libro insiste en las posturas que había llevado adelante Perón desde fines de 1954, culpando a la Iglesia católica de haber conspirado para derrocarlo y dirigido el golpe de Estado, luchando "contra el pueblo". Posteriormente el propio Perón matizaría esas posiciones, e incluso cambiaría de enemigo, acusando a la masonería por la organización del golpe que había causado su caída.

## La realidad de un año de tiranía
Los pasajes más conocidos del libro no formaban parte originalmente del mismo, sino que fueron agregados posteriormente como apéndice. Originalmente formaron parte de un segundo pequeño libro escrito por Perón inmediatamente a continuación del primero, y que —como aquel— solo fue editado formalmente en 1958. Se trata de La realidad de un año de tiranía.
En este libro están contenidos una serie de pasajes en que interpela la pretensión de la dictadura de Aramburu de encarnar la recuperación de la democracia, tildando al gobierno peronista de dictadura. El primero de esos pasajes dice:

La dictadura militar, que usurpó el poder y anarquizó el país es llamada por las agencias y sus diarios "El Gobierno Democrático". El Gobierno Constitucional, elegido por el setenta por ciento del electorado, en los comicios más limpios que registra la historia política argentina, es llamado en cambio, "la Dictadura". Si la Democracia se hace con bayonetas, y no con votos, debe ser la cosa más execrable.

Cuestiona también duramente la ejecución del general Juan José Valle y varios de los oficiales que lo habían acompañado en su sublevación:

A estos mismos dictadores, cuando por dos veces fracasaron en sus intentonas revolucionarias, el Gobierno Constitucional los sometió a proceso ante la justicia ordinaria. Muchos de ellos fueron absueltos, otros castigados con arresto y los menos a prisión. Durante diez años de Gobierno Constitucional ningún hombre fue condenado a muerte. En cambio esta dictadura militar de asesinos acaba de fusilar a cientos de personas, sin juicio y en muchos casos por la simple orden de un oficial, después de haber masacrado a grupos de civiles reunidos en los lugares de los hechos, por el delito de no pensar como ellos.